# Energy Plaza
L'Energy Plaza est un gratte-ciel de Dallas (Texas) dont la construction a été terminée en 1983. Il abrite le siège social d'Energy Future Holdings Corporation.